# Avro Tudor
Avro Type 688 Tudor je bilo britansko štirimotorno propelersko potniško letalo. Tudorja so razvili na podlagi bombnika Lincoln, ki sam izhaja iz Lancasterja. Tudor je bil  prvo britansko potniško letalo s presurizirano kabino. Letalo se je slabo prodajalo, večina družb je kupila ameriške Douglas DC-4. Slabost Tudorja je bila tudi konfiguracija pristajalnega podvozja z repnim kolesom. 
Poganjali so ga štirje bencinski V-motorji Rolls-Royce Merlin, ki so se uporabljali tudi na lovcu Supermarine Spitfire.

## Specifikacije (Avro 688 Tudor 1)
Podatki iz Jane's Fighting Aircraft of World War II
Splošne karakteristike
- Posadka: 5 (2 pilota, inženir leta, radio operater, navigator)
- Število sedežev: 24 potnikov
- Dolžina: 79 ft 6 in (24,23 m)
- Razpon kril: 120 ft 0 in (36,58 m)
- Višina: 22 ft 0 in (6,71 m)
- Površina kril: 1421 ft² (132 m²)
- Naložena teža: 66000 lb (30000 kg)
- Maks. vzletna teža: 76000 lb (34500 kg)
- Pogon letala: 4 ×  12-valjni bencinski V-motor Rolls-Royce Merlin 100, 1770 KM (1320 kW)  vsak

 Zmogljivost 
- Maks. hitrost: 320 mph (512 km/h) na 8000 ft (2440 m)
- Potovalna hitrost: 283 mph (453 km/h) na 12000 ft (3660 m)
- Doseg: 3630 milj (5840 km)
- Višina leta: 30100 ft (9180 m)
- Hitrost vzpenjanja: 990 ft/min (5 m/s)
- Obremenitev kril: 53,5 lb/ft² (261 kg/m²)